# Grandidierella palama
Grandidierella palama är en kräftdjursart som beskrevs av J. L. Barnard 1977. Grandidierella palama ingår i släktet Grandidierella och familjen Aoridae. Inga underarter finns listade i Catalogue of Life.